# Hemisphaeranthos
Hemisphaeranthos (лат.) — вымерший род иглокожих из отряда безногие голотурий класса голотурий. Их ископаемые остатки известны с середины юрского по конец мелового периода (170,3—66,0 млн лет назад). Они найдены на территории Египта, Польши и Германии. Это были морские донные голотурии-бентосоеды.

## Виды
На январь 2024 в род включают 4 вымерших вида:
- †Hemisphaeranthos costifera Terquem & Berthelin, 1875
- †Hemisphaeranthos elegans (Schlumberger, 1888)
- †Hemisphaeranthos frankei (Müller, 1912)
- †Hemisphaeranthos simplex A.H. Müller, 1964